# Maila Talvio
Maila Talvio, született Maria Winter, férjezett nevén Mikkola (Hartola, 1871. október 17. — Helsinki, 1951. január 6.) finn írónő, műfordító. 

## Pályafutása
Egy kis falu paplakjában született, gyermekkorában muzsikus szeretett volna lenni, azonban nem volt lehetősége zenei tanulmányokat végezni. Unalomból, saját maga számára kezdett el írni és akaratán kívül, mintegy véletlenül lett belőle író. Folyóiratokban jelentek meg első elbeszélései, majd 1895-ben adta közre Haapaniemen keinu ('A haapaniemi hinta') c. regényét, mely egy falu életét ábrázolja. Ezt követte a Pimeänpirtin hävitys ('Pimeänpirtii pusztulása', regény, 1901), amely lényegében prózai költemény, s téli hajnalokon, faggyúgyertya fényénél írta meg. (Napjai hátralevő részében fonással, szövéssel, varrással, főzéssel, mindenféle házi és kerti munkával foglalkozott). A mű kézirata évekig hevert asztala fiókjában, senki sem tudott róla. 
Férjével, Jooseppi Julius Mikkola szlavista nyelvtudós professzorral Eemil Nestor Setälä egyetemi tanár, a későbbi miniszter és szenátor lakodalmán találkozott először. Eljegyzésüket követően után hosszabb ideig leveleztek. Egyik levelében Talvio – más mondanivaló híján – szülőfaluja határait is leírta. Vőlegénye megmutatta levelét Kasimir Leinonak, a finn irodalom egyik kiváló költőjének, aki lapot is szerkesztett akkoriban. Levele valószínűleg megnyerte a szerkesztő tetszését, mert a bizalmas levelet teljes egészében leközölte a lap tárcarovatában. Ez volt Talvio legelső irodalmi szereplése. Másodízben menyecske korában, a mézeshetekben került a nagyközönség elé, megint csak tévedésből és véletlenül – akaratán kívül és tudta nélkül. Férje megtalálta íróasztala fiókjában gyermekkori regényét, a Pimeäpirtti pusztulását. Átadta a kiadónak, a kiadó pedig sietett kinyomtatni. A regény fogadtatása kedvező volt. A finn szociológusok azt állítják, hogy ez a regény indította meg Finnországban a földreformot. 
Juha Joutsia (1903) a finn paraszti életet mutatja be, de jelentős Silmä yössä ('Szem az éjszakában', 1917) c. regénye is. A viapori erőd feladásának 19. század eleji történetét írja le Linnoituksen iloiset rouvat ('Az erőd vidám asszonyai', regény, 1941) c. munkájában. Leghíresebb regénye a Kurjet (Darvak), a függetlenségi harcról, a vörösek és fehérek küzdelméről, a finn nemzeti öntudat megszilárdulásáról és a gazdasági válságról szól. Regényeiben, novelláiban és színdarabjaiban a társadalom bajait és a finn történelem egyes korszakait mutatja be. Henryk Sienkiewicz és Bolesław Prus prózai műveit lefordította finn nyelvre. 1934-ben elnyerte a Lengyel Akadémia aranykoszorúját, 1940-ben megkapta a Hamburgi Egyetem Henrik Steffens-díját. 1950-ben megválasztották a helsinki egyetem díszdoktorává. Budapesten is megfordult 1937-ben férjével együtt. 

## Fontosabb művei
- Haapaniemen keinu ('A haapaniemi hinta', 1895)
- Pimeänpirtin hävitys ('Pimeanpirtii pusztulása', regény, 1901)
- Juha Joutsia (1903)

- Niniven lapset ('Ninive gyermekei', regény, 1915)
- Elämän kasvot ('Az élet arca', regény, 1916)
- Silmä yössä ('Szem az éjszakában', 1917)

- Yötä ja aamua ('Éjszaka és reggel', elbeszélések, 1919)
- Kirkonkello ('A harang', regény, 1922)
- Itämeren tytär ('A Keletitenger lánya', regény, 1929—1936)
- Linnoituksen iloiset rouvat ('Az erőd vidám asszonyai', regény, 1941)

### Gyűjteményes kiadások
- Kootut teokset ('Összes művei', 1—13. kötet, 1951)
- Valitut teokset ('Válogatott művei', 1—4. kötet, 1957).

### Magyarul megjelent
- 1 karcolat (Popini A., KatSz, 1895, 5.)
- 1 elbeszélés (Bán A., uo., 1898, 12.)
- A darvak (regény, Faragó J., 1937)
- 1 elbeszélés (Schütz I., Finn elbeszélők, anto., 1969).